# Real Murcia
Real Murcia CF är en spansk fotbollsklubb från Murcia i regionen Murcia. Klubben spelade 2024/2025 i den spanska tredjedivisionen, Primera Federación, och spelar sina hemmamatcher på Estadio Nueva Condomina som har plats för 31 179 åskådare.